# Chasminodes niveus
Chasminodes niveus är en fjärilsart som beskrevs av Yang 1964. Chasminodes niveus ingår i släktet Chasminodes och familjen nattflyn. Inga underarter finns listade i Catalogue of Life.